# Torneo Internacional LALIGA FC FUTURES 2023
El Torneo Internacional LALIGA FC FUTURES de Gran Canaria 2023, es la 27ª edición del torneo de fútbol base que disputan los equipos sub-12 (infantiles de primer año) en la modalidad de fútbol 7 mediante invitación de la propia organización. 
Celebrada en el mes de diciembre en el CDFamilypadel de la ciudad de Maspalomas (Las Palmas), la competición reunirá a diez equipos de LaLiga y cuatro conjuntos internacionales de categoría.
Este torneo representa la evolución definitiva de un evento mundial creado por la Fundación José Ramón de la Morena, que se basa en más de 25 años de experiencia en la organización de torneos de fútbol base en España, con el respaldo de LaLiga y su experiencia.

## Participantes
Los participantes son catorce equipos infantiles de primer año que por medio de invitación de la organización disputan la XXVII edición del torneo. Se dividen en cuatro grupos, dos de cuatro equipos y dos de tres equipos, en los que los dos primeros clasificados pasan a disputar la fase final.
| Participantes      | Participantes | Participantes  | Participantes |
| ------------------ | ------------- | -------------- | ------------- |
| FC Barcelona       | Real Betis    | Marsella       | UD Las Palmas |
| Atlético de Madrid | Juventus      | Rayo Vallecano | Sevilla FC    |
| Borussia Dortmund  | Real Madrid   | CD Tenerife    | Liverpool FC  |
| Real Sociedad      | Villarreal CF |                |               |

### Grupo A
- Todos los horarios corresponden a la hora local de Maspalomas (UTC).

| Equipo        | Pts | PJ | PG | PE | PP | GF | GC | Dif |
| ------------- | --- | -- | -- | -- | -- | -- | -- | --- |
| Real Madrid   | 9   | 3  | 2  | 0  | 0  | 4  | 0  | +4  |
| UD Las Palmas | 4   | 3  | 1  | 0  | 1  | 4  | 4  | 0   |
| Sevilla FC    | 4   | 3  | 1  | 0  | 1  | 2  | 2  | 0   |
| Marsella      | 0   | 3  | 0  | 0  | 2  | 1  | 4  | -3  |

| 27 de diciembre de 2023, 11:00 | Marsella | 1 - 3 | UD Las Palmas | CDFamilypadel, Maspalomas       |  |
|                                |          |       |               | Árbitro(s): Barrenechea Montero |  |

| 27 de diciembre de 2023, 13:30 | Real Madrid | 1 - 0 | Sevilla FC | CDFamilypadel, Maspalomas |  |
|                                |             |       |            | Árbitro(s): Mateu Lahoz   |  |

| 27 de diciembre de 2023, 18:30 | Marsella | 0 - 1 | Sevilla FC | CDFamilypadel, Maspalomas |  |
|                                |          |       |            | Árbitro(s): Pérez Lima    |  |

| 27 de diciembre de 2023, 19:30 | Real Madrid | 2 - 0 | UD Las Palmas | CDFamilypadel, Maspalomas  |  |
|                                |             |       |               | Árbitro(s): Cardós Paterna |  |

| 28 de diciembre de 2023, 11:00 | Sevilla FC | 1 - 1 | UD Las Palmas | CDFamilypadel, Maspalomas |  |
|                                |            |       |               | Árbitro(s): Pino Zamorano |  |

| 28 de diciembre de 2023, 13:30 | Marsella | 0 - 1 | Real Madrid | CDFamilypadel, Maspalomas |  |

### Grupo B
- Todos los horarios corresponden a la hora local de Maspalomas (UTC).

| Equipo         | Pts | PJ | PG | PE | PP | GF | GC | Dif |
| -------------- | --- | -- | -- | -- | -- | -- | -- | --- |
| Rayo Vallecano | 4   | 2  | 1  | 1  | 0  | 2  | 1  | +1  |
| Juventus       | 3   | 2  | 1  | 0  | 1  | 1  | 1  | 0   |
| Villarreal CF  | 1   | 2  | 0  | 1  | 1  | 1  | 2  | -1  |

| 27 de diciembre de 2023, 12:00 | Juventus | 0 - 1 | Rayo Vallecano | CDFamilypadel, Maspalomas   |  |
|                                |          |       |                | Árbitro(s): Alzola Magallón |  |

| 27 de diciembre de 2023, 17:30 | Villarreal CF | 1 - 1 | Rayo Vallecano | CDFamilypadel, Maspalomas       |  |
|                                |               |       |                | Árbitro(s): Barrenechea Montero |  |

| 28 de diciembre de 2023, 12:00 | Juventus | 1 - 0 | Villarreal CF | CDFamilypadel, Maspalomas |  |
|                                |          |       |               | Árbitro(s): Pérez Lima    |  |

### Grupo C
- Todos los horarios corresponden a la hora local de Maspalomas (UTC).

| Equipo            | Pts | PJ | PG | PE | PP | GF | GC | Dif |
| ----------------- | --- | -- | -- | -- | -- | -- | -- | --- |
| Barcelona FC      | 6   | 2  | 2  | 0  | 0  | 2  | 0  | +5  |
| Borussia Dortmund | 1   | 2  | 0  | 1  | 1  | 1  | 3  | -2  |
| CD Tenerife       | 1   | 2  | 1  | 0  | 1  | 4  | 1  | -3  |

| 27 de diciembre de 2023, 12:30 | Borussia Dortmund | 1 - 1 | CD Tenerife | CDFamilypadel, Maspalomas  |  |
|                                |                   |       |             | Árbitro(s): Cardós Paterna |  |

| 27 de diciembre de 2023, 20:00 | Barcelona FC | 3 - 0 | CD Tenerife | CDFamilypadel, Maspalomas |  |
|                                |              |       |             | Árbitro(s): Mateu Lahoz   |  |

| 28 de diciembre de 2023, 13:00 | Barcelona FC | 2 - 0 | Borussia Dortmund | CDFamilypadel, Maspalomas |  |

### Grupo D
- Todos los horarios corresponden a la hora local de Maspalomas (UTC).

| Equipo             | Pts | PJ | PG | PE | PP | GF | GC | Dif |
| ------------------ | --- | -- | -- | -- | -- | -- | -- | --- |
| Real Betis         | 7   | 3  | 2  | 1  | 0  | 10 | 1  | +9  |
| Atlético de Madrid | 7   | 3  | 2  | 1  | 0  | 5  | 2  | +3  |
| Real Sociedad      | 3   | 3  | 1  | 0  | 2  | 3  | 4  | -1  |
| Liverpool FC       | 0   | 3  | 0  | 0  | 3  | 0  | 11 | -11 |

| 27 de diciembre de 2023, 11:30 | Liverpool FC | 0 - 2 | Real Sociedad | CDFamilypadel, Maspalomas |  |
|                                |              |       |               | Árbitro(s): Pino Zamorano |  |

| 27 de diciembre de 2023, 13:00 | Atlético de Madrid | 1 - 1 | Real Betis | CDFamilypadel, Maspalomas |  |
|                                |                    |       |            | Árbitro(s): Pérez Lima    |  |

| 27 de diciembre de 2023, 18:00 | Atlético de Madrid | 2 - 1 | Real Sociedad | CDFamilypadel, Maspalomas |  |
|                                |                    |       |               | Árbitro(s): Pérez Pérez   |  |

| 27 de diciembre de 2023, 19:00 | Liverpool FC | 0 - 7 | Real Betis | CDFamilypadel, Maspalomas   |  |
|                                |              |       |            | Árbitro(s): Alzola Magallón |  |

| 28 de diciembre de 2023, 11:30 | Liverpool FC | 0 - 2 | Atlético de Madrid | CDFamilypadel, Maspalomas |  |

| 28 de diciembre de 2023, 12:30 | Real Betis | 2 - 0 | Real Sociedad | CDFamilypadel, Maspalomas |  |

## Fase Final
La fase final la disputan los dos primeros equipos de cada grupo.
- Todos los horarios corresponden a la hora local de Maspalomas (UTC).

|  | Cuartos de final        | Cuartos de final        |                    |                    | Semifinales             | Semifinales             |  |             | Final                   | Final                   |  |
|  | 28 de diciembre de 2023 | 28 de diciembre de 2023 |                    |                    | 29 de diciembre de 2023 | 29 de diciembre de 2023 |  |             | 29 de diciembre de 2023 | 29 de diciembre de 2023 |  |
|  |                         |                         |                    |                    |                         |                         |  |             |                         |                         |  |
|  |                         |                         |                    |                    |                         |                         |  |             |                         |                         |  |
|  | Rayo Vallecano          | 0(10)                   |                    |                    |                         |                         |  |             |                         |                         |  |
|  | Rayo Vallecano          | 0(10)                   |                    |                    |                         |                         |  |             |                         |                         |  |
|  | UD Las Palmas           | 0(9)                    |                    |                    |                         |                         |  |             |                         |                         |  |
|  | UD Las Palmas           | 0(9)                    |                    | Rayo Vallecano     | 0                       |                         |  |             |                         |                         |  |
|  |                         |                         |                    | Rayo Vallecano     | 0                       |                         |  |             |                         |                         |  |
|  |                         |                         | Real Madrid        | 4                  |                         |                         |  |             |                         |                         |  |
|  | Real Madrid             | 3                       | Real Madrid        | 4                  |                         |                         |  |             |                         |                         |  |
|  | Real Madrid             | 3                       |                    |                    |                         |                         |  |             |                         |                         |  |
|  | Juventus                | 0                       |                    |                    |                         |                         |  |             |                         |                         |  |
|  | Juventus                | 0                       |                    |                    |                         |                         |  | Real Madrid | 1                       |                         |  |
|  |                         |                         |                    |                    |                         |                         |  | Real Madrid | 1                       |                         |  |
|  |                         |                         | Atlético de Madrid | 2                  |                         |                         |  |             |                         |                         |  |
|  | Barcelona FC            | 1(0)                    | Atlético de Madrid | 2                  |                         |                         |  |             |                         |                         |  |
|  | Barcelona FC            | 1(0)                    |                    |                    |                         |                         |  |             |                         |                         |  |
|  | Atlético de Madrid      | 1(2)                    |                    |                    |                         |                         |  |             |                         |                         |  |
|  | Atlético de Madrid      | 1(2)                    |                    | Atlético de Madrid | 3                       |                         |  |             |                         |                         |  |
|  |                         |                         |                    | Atlético de Madrid | 3                       |                         |  |             |                         |                         |  |
|  |                         |                         | Real Betis         | 1                  |                         |                         |  |             |                         |                         |  |
|  | Real Betis              | 1                       | Real Betis         | 1                  |                         |                         |  |             |                         |                         |  |
|  | Real Betis              | 1                       |                    |                    |                         |                         |  |             |                         |                         |  |
|  | Borussia Dortmund       | 0                       |                    |                    |                         |                         |  |             |                         |                         |  |
|  | Borussia Dortmund       | 0                       |                    |                    |                         |                         |  |             |                         |                         |  |
|  |                         |                         |                    |                    |                         |                         |  |             |                         |                         |  |

### Cuartos de final
| 28 de diciembre de 2023, 18:00 | Rayo Vallecano | 0 - 0 (10 - 9 p.) | UD Las Palmas | CDFamilypadel, Maspalomas |  |

| 28 de diciembre de 2023, 18:30 | Barcelona FC | 1 - 1 (0 - 2 p.) | Atlético de Madrid | CDFamilypadel, Maspalomas |  |

| 28 de diciembre de 2023, 19:00 | Real Madrid CF | 3 - 0 | Juventus | CDFamilypadel, Maspalomas |  |

| 28 de diciembre de 2023, 19:30 | Real Betis | 1 - 0 | Borussia Dortmund | CDFamilypadel, Maspalomas |  |

### Semifinales
| 29 de diciembre de 2023, 11:00 | Rayo Vallecano | 4 - 0 | Real Madrid CF | CDFamilypadel, Maspalomas |  |

| 29 de diciembre de 2023, 11:45 | Atlético de Madrid | 3 - 1 | Real Betis | CDFamilypadel, Maspalomas |  |

### Final
| 29 de diciembre de 2023, 18:00 | Real Madrid CF | 1 - 2 | Atlético de Madrid | CDFamilypadel, Maspalomas |  |

| Bandera de España                     |
| Campeón Atlético de Madrid 4.° título |